# Романовське (Ялуторовський район)
Рома́новське (рос. Романовское) — село у складі Ялуторовського району Тюменської області, Росія.
Село є одним із найстаріших в області, перші згадки відносяться до початку 18 століття. 1876 року у селі збудували церкву в честь Казанської ікони Божої Матері, 1896 року організовано монастир. 1908 року у селі відкрили маслоробний завод, працювали кузня, шорні та пімокатні майстерні. Станом на 1926 рік у селі проживали 597 росіяни та 5 німців, було 63 двори.
1950 року село увійшло до складу Чукреєвської сільради. 1969 року село було визнане неперспективним, його прибрали із реєстру, а жителів переселили в Зіново, Южне, Беркут та Ялуторовськ. З облікових даних село Романова було ліквідоване 1982 року.
На початку 2007 року почалось відновлення церкви, ділянки почались забудовуватись багатими ялуторовцями. Село було відновлене 2012 року.